# 1910'erne
Århundreder: 19. århundrede – 20. århundrede – 21. århundrede
Årtier: 1860'erne 1870'erne 1880'erne 1890'erne 1900'erne – 1910'erne – 1920'erne 1930'erne 1940'erne 1950'erne 1960'erne
År: 1910 1911 1912 1913 1914 1915 1916 1917 1918 1919

## Begivenheder
- RMS Titanic forliser natten mellem den 14. og 15. april 1912
- Franz Ferdinand arvingen til.Østrig-Ungarn,
- Ubåden, Havmanden beskudt d. 19. oktober 1914, af en engelsk ubåd.
- Den østrig-ungarske ærkehertug Franz Ferdinand og hans gemalinde Sophie Chotek, hertuginde af Hohenberg myrdes i Sarajevo d. 28. juni 1914, hvilket var "startskuddet" til Den store krig.
- Første verdenskrig 1914-1918
- Den spanske syge 1918-1920
- Den Russiske Revolution 1917